# Wijde alsem

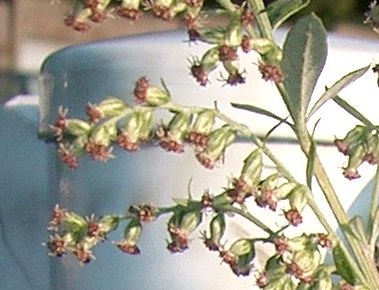

Wijde alsem (Artemisia princeps), ook wel Japanse bijvoet (yomogi, ヨモギ, 蓬) of Koreaanse bijvoet (ssuk, 쑥) genoemd, is een plantensoort uit de composietenfamilie (Asteraceae), oorspronkelijk afkomstig uit China, Japan en Korea.

## Kenmerken
Wijde alsem is een meerjarige, zeer krachtige plant die tot 1,2 m hoog groeit. De plant verspreidt zich snel via ondergrondse uitlopers en kan invasief worden. In Japan wordt gezegd dat het overal groeit waar zonlicht schijnt. Het draagt van eind augustus/begin september tot november kleine, bleekgele bloemen die hermafrodiet zijn en door de wind worden bestoven. De bladeren zijn veervormig, geschulpt en lichtgroen, met witte dichte pluisjes aan de onderkant.
Sommige mensen zijn allergisch voor stuifmeel van de plant en kunnen hooikoorts krijgen tijdens de bloeiperiode.

## Verspreiding
Artemisia princeps is inheems in China, Japan en Korea. Het wordt sinds 2000 ook waargenomen in België en Nederland (Zuid-Holland). De soort is in veel opzichten intermediair tussen het inheemse A. vulgaris, het ingevoerde A. verlotiorum en de hybride tussen deze soorten (Artemisia x wurzellii). Daardoor bleef de wijde alsem in België en Nederland waarschijnlijk gedurende lange tijd onopgemerkt.

## Culinaire toepassing
Wijde alsem is een populair ingredient in de Oost-Aziatische keuken. Naast chlorofyl en voedingsvezels bevat het vitamine A, B1, B2 en C, evenals mineralen zoals ijzer, calcium en fosfor. Omdat de bladeren cineole en andere essentiële oliën bevatten, geven ze een frisse, lenteachtige geur af.
Bladeren en jonge zaailingen kunnen rauw of gekookt worden gegeten. Ze kunnen ook worden gebruikt in salades en soepen na verwijdering van de bitterheid.

### Japan
A. princeps wordt in het Japans yomogi genoemd. Het is een populair ingrediënt in de Japanse keuken en wordt onder meer gebruikt als smaakmaker in wagashi (Japanse zoetwaren), bijvoorbeeld voor groene kleefrijstcakejes als yomogi mochi (蓬餅), kusa mochi (草餅) en kusa dango (草団子). De jonge bladeren kunnen licht gekookt worden voordat ze fijngestampt en toegevoegd worden, waardoor ze een aangename kleur, geur en smaak geven aan het gerecht. Vanwege het populaire gebruik in mochi wordt de wijde alsem-plant ook wel mochigusa genoemd (餅草, hoewel het ook mogusa wordt genoemd in verwijzing naar het gebruik ervan in moxibustie). De plant wordt ook actief gekweekt in Hawaï en gebruikt voor de bereiding van de mochi door inwoners van Japanse afkomst.
De bladeren worden af en toe geblancheerd en toegevoegd aan soep of rijst in de Japanse keuken.

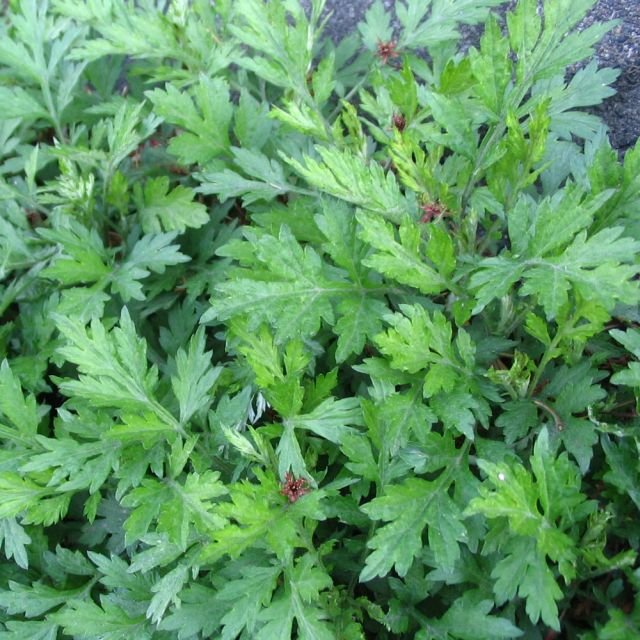
Nieuwe jonge bladeren van de wijde alsem, oftewel Yomogi
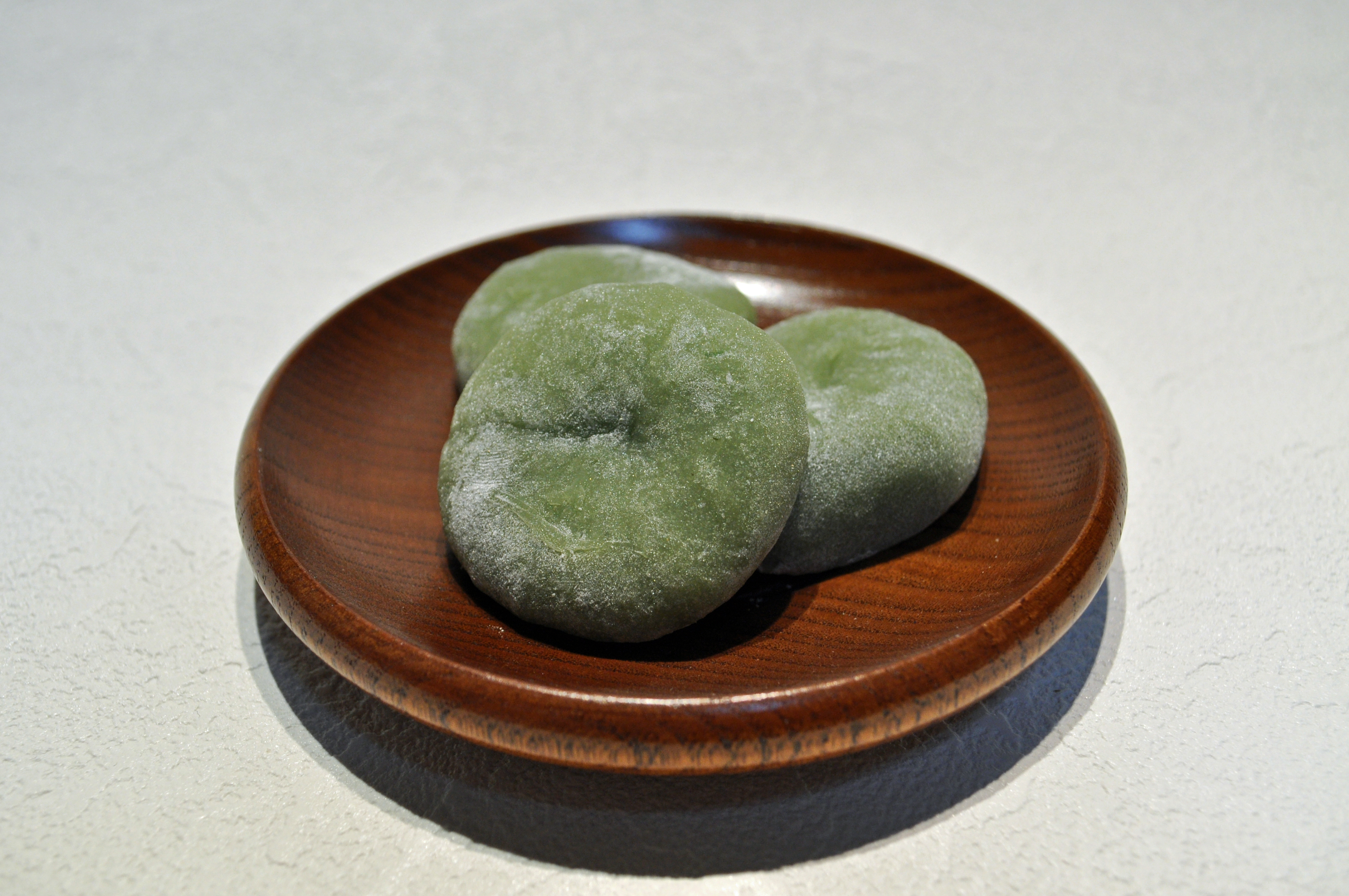
Yomogi daifuku (gevulde mochi kleefrijstcakejes met wijde alsem)
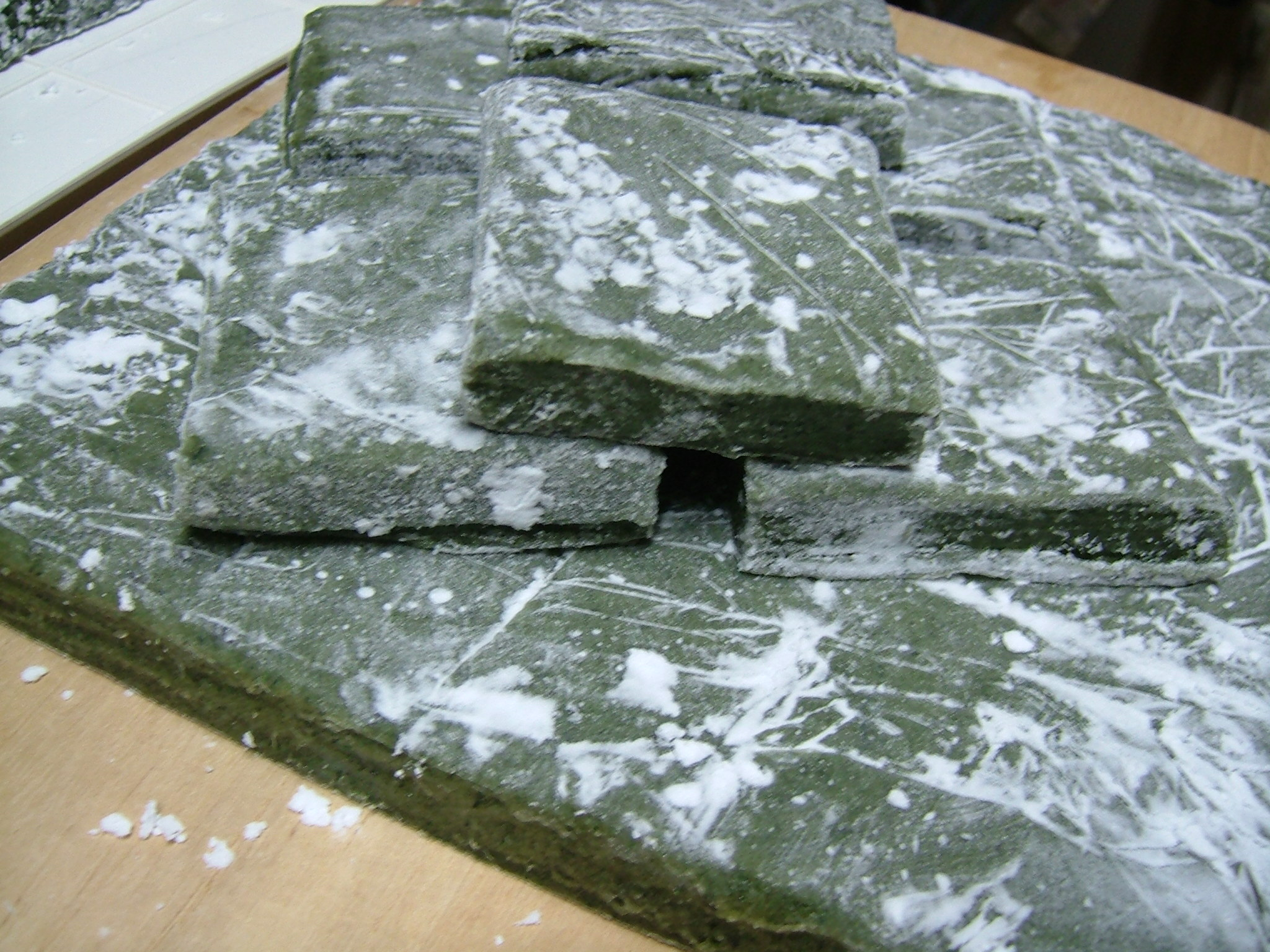
yomogi mochi (蓬餅) of kusa mochi (草餅), kleefrijstcakejes met wijde alsem
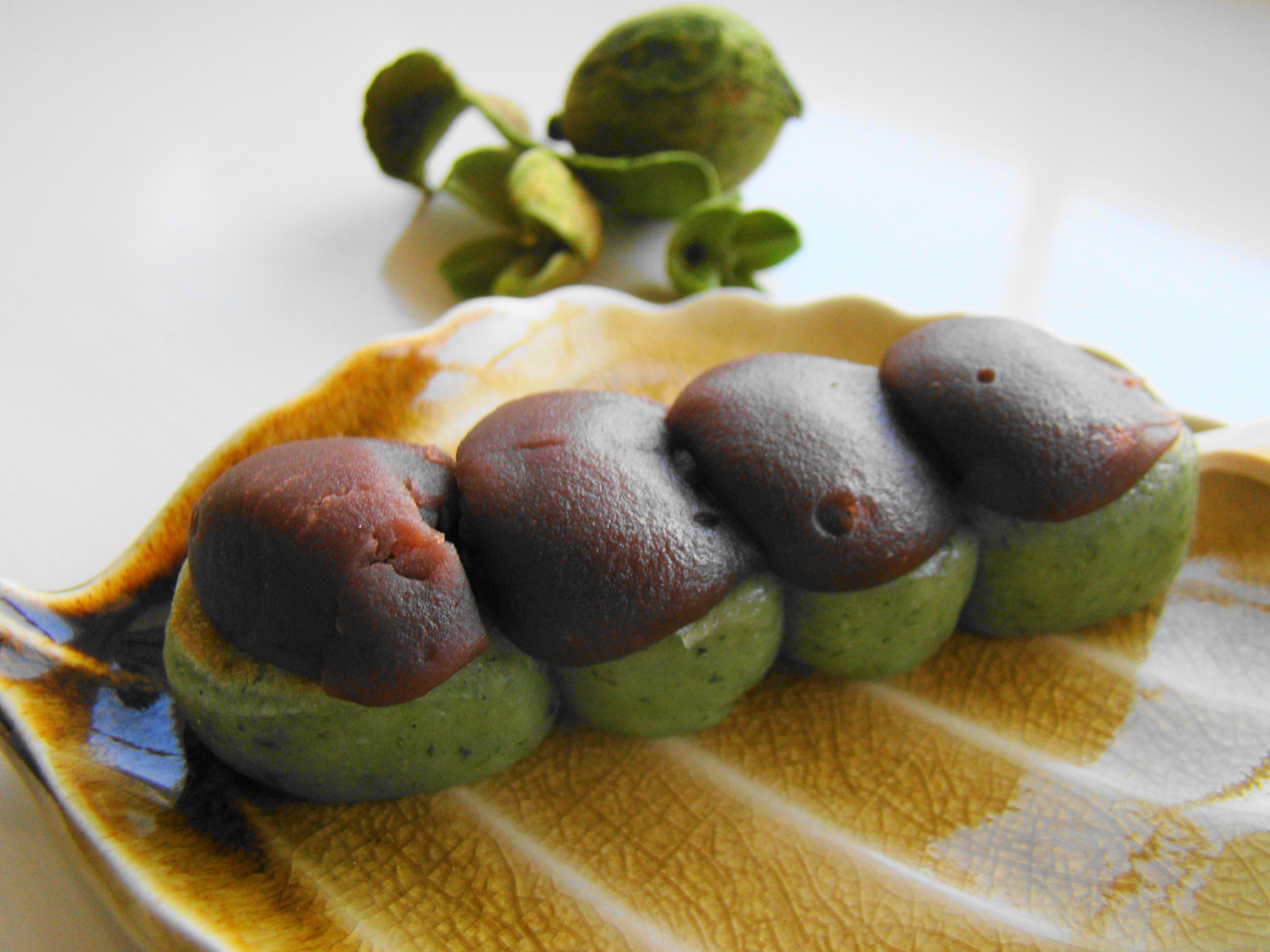
Yomogi dango (kleefrijstcakejes met wijde alsem) met een anko-topping

### Korea
In het Koreaans wordt wijde alsem ssuk (쑥) genoemd. Het wordt gebruikt in de Koreaanse keuken en in de alternatieve geneeskunde ( hanyak ). In het voorjaar, het oogstseizoen, worden de jonge bladeren van wijde alsem gebruikt om hartige gerechten te bereiden, zoals salades, jeon (Koreaanse pannenkoeken), ssuk kimchi, (쑥김치), ssukguk (쑥국, traditionele soep met mosselen en ssuk ). Ook wordt er een gerecht van gemaakt genaamd Ssukbeomul (쑥버물). De alsem wordt gemengd met rijstmeel, suiker, zout en water en vervolgens gestoomd.
Meestal worden verse of gedroogde alsembladeren vermalen tot poeder, een kenmerkend ingrediënt in verschillende soorten tteok (rijstcakejes), zoals ssuk tteok, ssuk-jeolpyeon (쑥절편), ssuk-beomuri en hwajeon 화전. Tegenwoordig voegt ssuk ook smaak en kleur toe aan moderne desserts en dranken, zoals ijs, brood, gebak, ssuk thee (ssukcha 쑥차) en ssuk latte (쑥라떼).

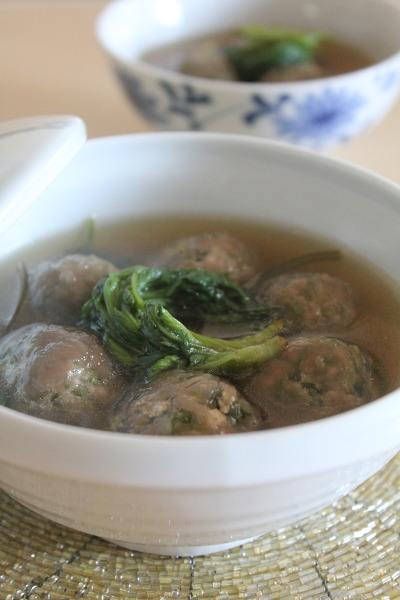
Ae tang (wijde alsem knoedelsoep)
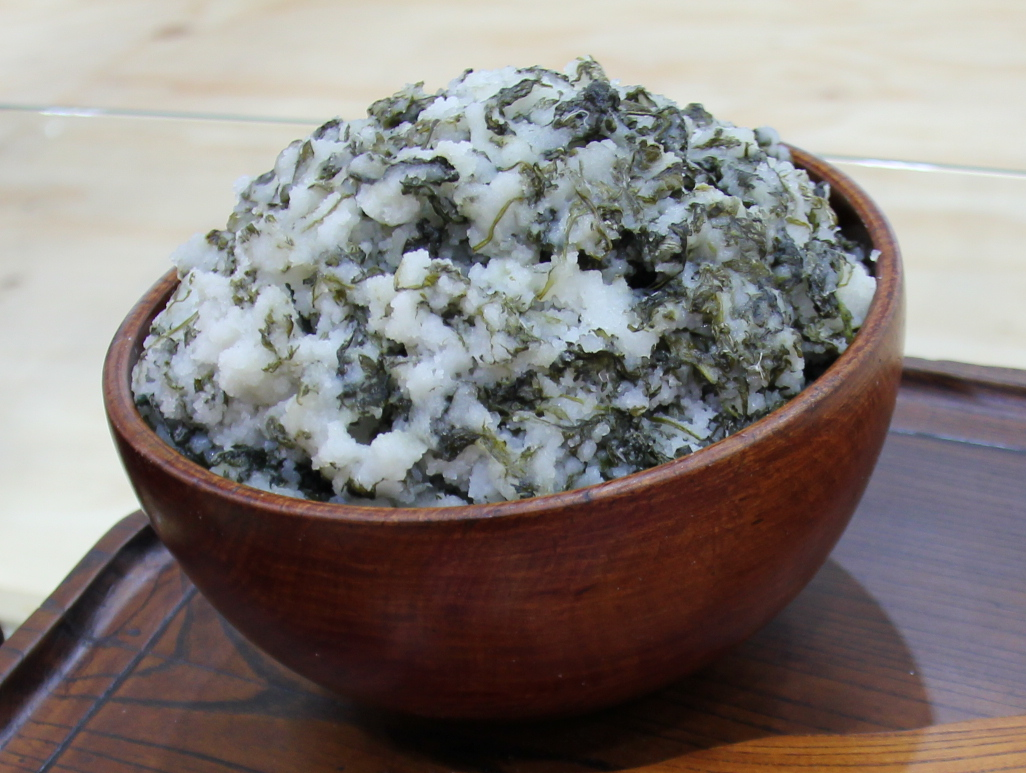
Ssuk-beomuri (rijstcake met wijde alsem)
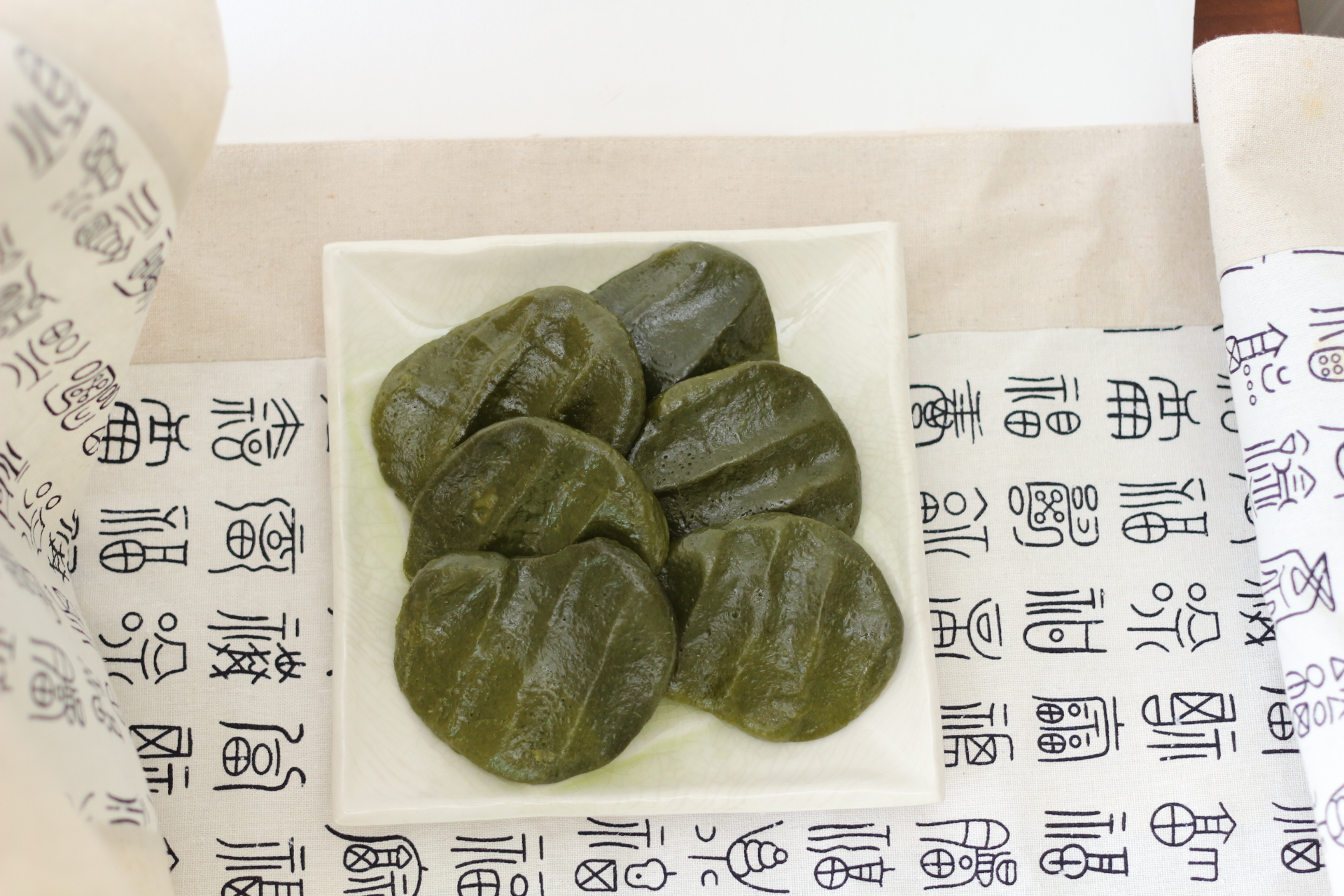
Ssuk tteok (rijstcakejes met wijde alsem)
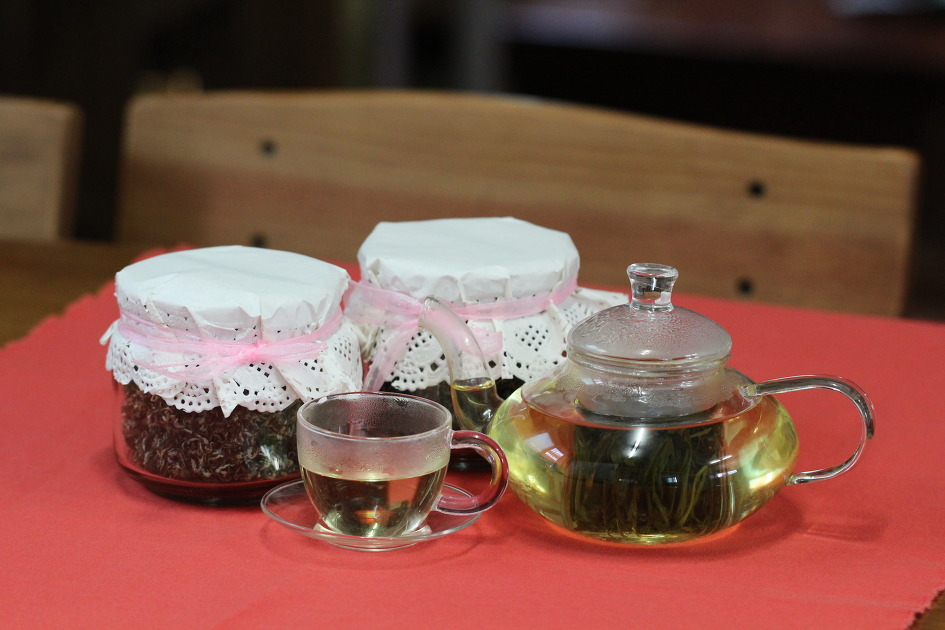
Ssukcha (thee uit wijde alsem)
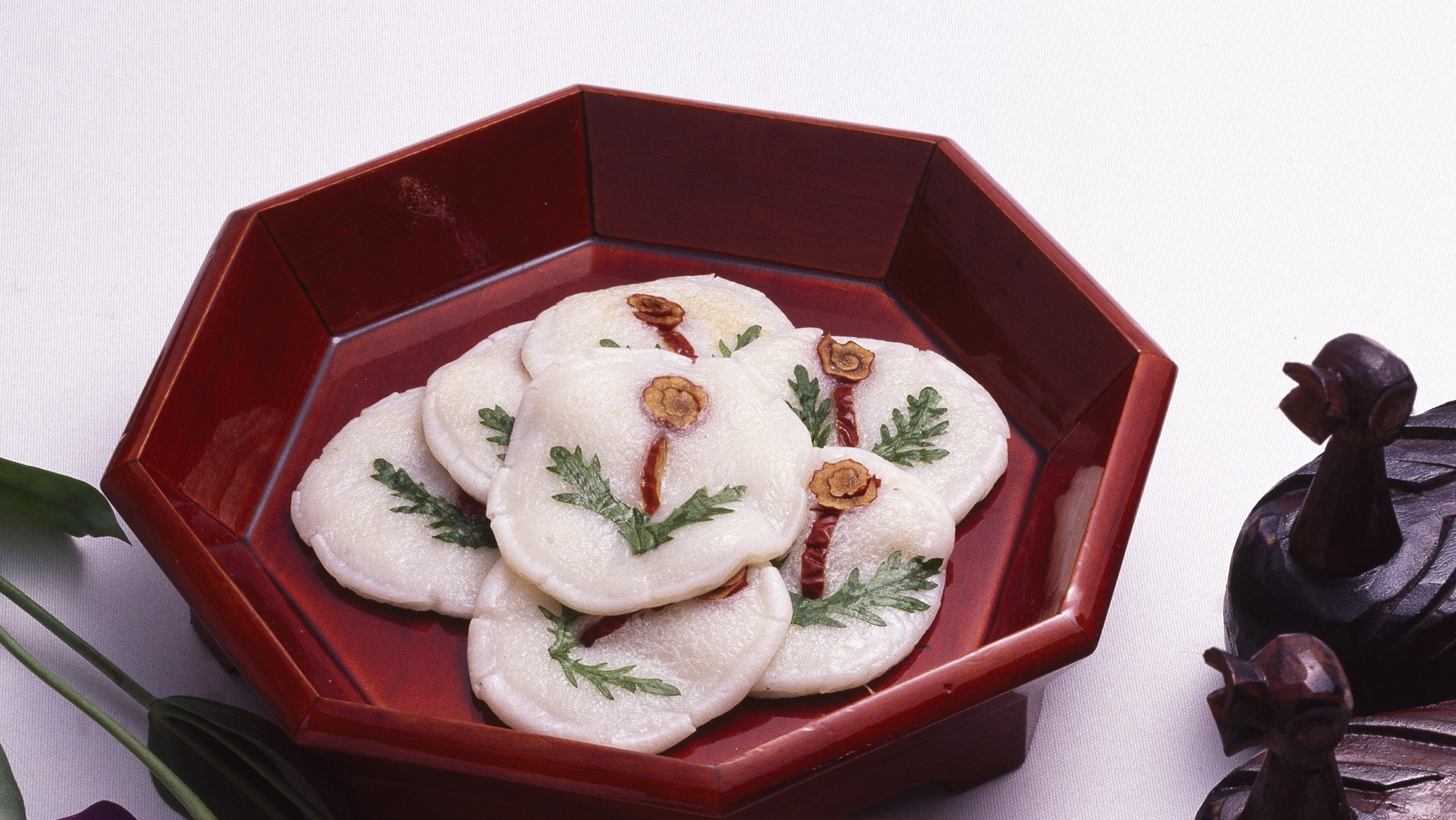
Hwajeon 화전 (rijstcakejes met wijde alsem)

## Gezondheidsvoordelen

### Kruidengeneeskunde
Het idee van kruidengeneeskunde; dat kruiden fundamenteel verbonden zijn met medicatie, bestaat al heel lang in vele culturen, zo ook in Japan. De wijde alsem wordt al minstens 2500 jaar medicinaal gebruikt. In oude Japanse literatuur wordt vermeld dat wijde alsem kan worden gebruikt als medicijn tegen hemostase, diarree en voor het voorkomen van een miskraam. Het kruid wordt voor deze toepassingen vandaag de dag nog steeds gebruikt als natuurgeneesmiddel.

### Moxibustie
A. princeps is een van de soorten alsem, die vele eeuwen worden gebruikt in moxibustie, een vorm van traditionele alternatieve geneeskunde uit China, Korea, Japan, Mongolië, Tibet, Nepal en Vietnam. Om te verwarmen wordt gedroogde en gemalen wijde alsem aangestoken. Hier wordt voor wijde alsem de naam "moxa" gebruikt. In China spreekt men ook niet van acupunctuur maar van Zhen Jiu, wat letterlijk vertaald steken (van de naalden) en branden (van de moxa) betekent. Voor deze toepassingen is moxa in verscheidene vormen te koop (losse moxa, geperst in de vorm van een soort sigaar en dergelijke), ook in Nederland.

### Geneeskunde
Wijde alsem bestaat uit veel ingrediënten die heilzaam zijn voor het lichaam, waardoor het ook wel bekend staat als "de koningin der kruiden". Zo bestaat het uit voedingsvezels, chlorofyl, vitamine B1 en vitamine B2. Enkele van de positieve gezondheidseffecten hiervan zijn het voorkomen van constipatie, het verbeteren van de darmflora en het hebben van antioxiderende werking. Onderzoeken hebben aangetoond dat wijde alsem een ontstekingsremmende en antioxiderende werking heeft en de droge huid in atopisch eczeem helpt te verbeteren. Ook is het effectief in het verbeteren van de bloedstroom. Er wordt gezegd dat het helpt de bloedvaten te verwijden en dus effectief is voor mensen met een slechte bloedsomloop.

## In cultuur
In Korea wordt wijde alsem ssuk (쑥) of tarae ssuk (타래쑥) genoemd, wat nauw verwant is aan Dangun Sinhwa (단군신화), de legende van Gojoseon, het eerste Koreaanse koninkrijk. Voor ouderen in Korea was ssuk een van de voedingsmiddelen waarvan werd aangenomen dat ze medicinale of religieuze krachten hadden. In de mythe van Gojoseon uit 2333 BCE, liet het eten van niets anders dan 20 teentjes knoflook en een bundel ssuk gedurende 100 dagen een beer veranderen in een vrouw.